# Piz Caschleglia
Der Piz Caschleglia ist ein Berg in den Bündner Alpen.
Der Berg ist 2935 m ü. M. hoch und liegt östlich vom Val Plattas auf dem Gebiet der Gemeinde Medel (Lucmagn). Er kann von der Medelserhütte aus bestiegen werden.

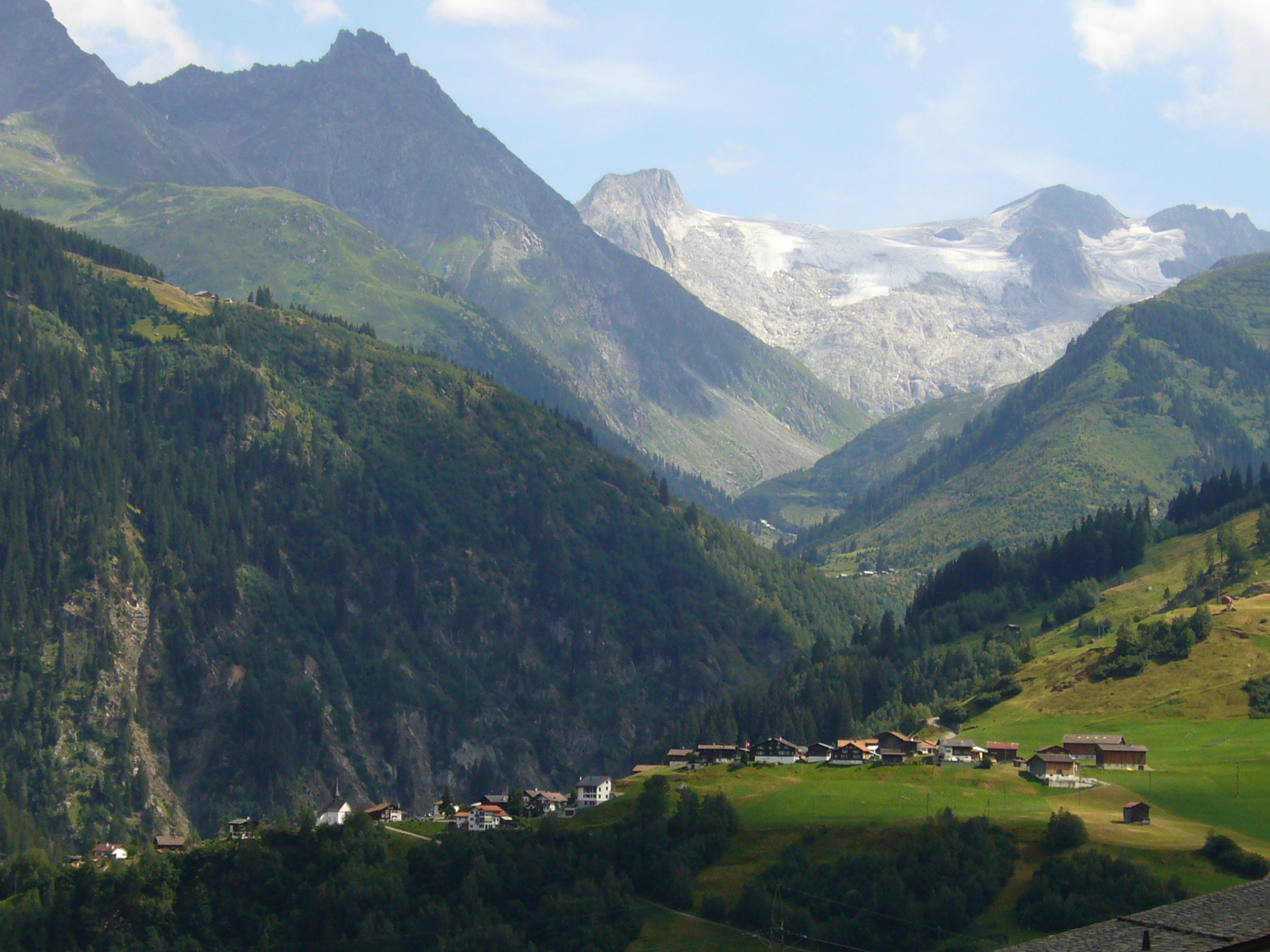
Piz Caschleglia (links) im Sommer und Val Plattas